# Adelheid van Vendôme
Adelheid van Vendôme (?990-1033/35) was het enige kind van Fulco III van Anjou en diens eerste echtgenote Elisabeth, dochter van Burchard I van Vendôme. Zij was erfgename van het graafschap Vendôme. 

## Biografie
Adelheid trouwde met Bodo, een zoon van Landerik van Nevers. Bodo werd na het overlijden van haar oom Reinoud graaf van Vendôme. Toen Bodo in 1023 stierf, werd hun zoon Burchard II graaf van Vendôme, onder de voogdij van zijn grootvader, Fulco III van Anjou. Na de dood van Burchard II in 1028 werd Adelheid gravin van Vendôme, en gaf de helft van het graafschap aan haar tweede zoon Fulk. Deze laatste was hierover ontstemd, waarop Adelheid het bestuur over het graafschap aan haar halfbroer Godfried I Martel afstond.